# Heiligenborn (Driedorf)
Heiligenborn ist einer der neun Ortsteile der Gemeinde Driedorf im mittelhessischen Lahn-Dill-Kreis. Der Ort im östlichen Westerwald hat etwa 170 Einwohner. Er verfügt über die kleinste Gemarkung aller Driedorfer Ortsteile.

## Geografie
Der Ort liegt am östlichen Rand des Hohen Westerwaldes etwa 8 km südwestlich von Herborn und 45 km nordöstlich von Montabaur. Die Entfernung nach Siegen beträgt etwa 42 km und Wetzlar 33 km. Heiligenborn liegt etwa 5 km von der hessischen Landesgrenze zu Rheinland-Pfalz entfernt. Die Entfernung zum Dreiländereck Hessen – Rheinland-Pfalz – Nordrhein-Westfalen beträgt etwa 8 km. Die Gemarkung des Ortes hat eine Größe von 1,07 km².
Heiligenborn grenzt ausschließlich an die Orte Driedorf und Roth. Beide Orte gehören zur Gemeinde Driedorf im Lahn-Dill-Kreis.
Die Gemarkung liegt überwiegend am Rehbach, einem Zufluss der Dill. Nördlich des Ortes, bereits auf Rother Gemarkung, erhebt sich der  Rother Berg (572 m.ü.NN) und der Oberster Berg (560 m.ü.NN).

## Geschichte

### Ortsgeschichte
Der Ort wurde urkundlich erstmals 1398 als Heiligenborn erwähnt. Ausgehend vom Ortsnamen und der Lage am Rande des hohen Westerwaldes ist für den Ort eine Entstehungszeit im 10. Jahrhundert, während der letzten großen Landesausbauphase, zu vermuten.
Heiligenborn gehörte im Mittelalter zum Amt und Kirchspiel Herborn. Nach dem Jahr 1591 wurde der Ort jedoch dem Amt Driedorf angeschlossen.
Nahe dem Ort verlief die Fernhandelsstraße von Köln nach Leipzig über Altenkirchen und Herborn. In der Nähe des Ortes zweigte eine Hohe Straße über Wetzlar nach Frankfurt ab.
Mit dem Bau des ersten Abschnitts der Westerwaldquerbahn von Herborn nach Driedorf erhielt der Ort am 1. Mai 1906 Anschluss an das Eisenbahnnetz. Bis 1910 wurde die Strecke über Westerburg bis Montabaur verlängert. Am 31. Mai 1966 wurde der Abschnitt der Westerwaldquerbahn endgültig stillgelegt und teilweise zurückgebaut.
Hessische Gebietsreform (1970–1977)
Die bis dahin selbständigen Gemeinden Heiligenborn, Heisterberg und Hohenroth wurden zum 1. Oktober 1971 im Zuge der Gebietsreform in Hessen auf freiwilliger Basis in die Gemeinde Driedorf eingegliedert.
Für alle nach Driedorf eingegliederten Gemeinden wurden Ortsbezirke mit Ortsbeirat und Ortsvorsteher nach der Hessischen Gemeindeordnung eingerichtet.

### Verwaltungsgeschichte im Überblick
Die folgende Liste zeigt im Überblick die Herrschaftsgebiete und Staaten, in denen Heiligenborn lag, bzw. die Verwaltungseinheiten, denen es unterstand:
- vor 1739: Heiliges Römisches Reich, Grafschaft/Fürstentum Nassau-Dillenburg, Amt Driedorf[7]
- ab 1739: Heiliges Römisches Reich, Fürstentum Nassau-Diez, Amt Driedorf
- 1806–1813: Großherzogtum Berg, Département Sieg, Arrondissement Dillenburg, Kanton Driedorf
- 1813–1815: Fürstentum Nassau-Oranien, Amt Driedorf
- ab 1816: Herzogtum Nassau[Anm. 1], Amt Herborn
- ab 1849: Herzogtum Nassau, Kreisamt Herborn[Anm. 2]
- ab 1854: Herzogtum Nassau, Amt Herborn
- ab 1867: Norddeutscher Bund[Anm. 3], Königreich Preußen, Provinz Hessen-Nassau, Regierungsbezirk Wiesbaden, Dillkreis[Anm. 4]
- ab 1871: Deutsches Reich, Königreich Preußen, Provinz Hessen-Nassau, Regierungsbezirk Wiesbaden, Dillkreis
- ab 1918: Deutsches Reich, Freistaat Preußen, Provinz Hessen-Nassau, Regierungsbezirk Wiesbaden, Dillkreis
- ab 1932: Deutsches Reich, Freistaat Preußen, Provinz Hessen-Nassau, Regierungsbezirk Wiesbaden, Landkreis Dillenburg
- ab 1933: Deutsches Reich, Freistaat Preußen, Provinz Hessen-Nassau, Regierungsbezirk Wiesbaden, Dillkreis
- ab 1944: Deutsches Reich, Freistaat Preußen, Provinz Nassau, Dillkreis
- ab 1945: Amerikanische Besatzungszone, Groß-Hessen, Regierungsbezirk Wiesbaden, Dillkreis
- ab 1946: Amerikanische Besatzungszone, Hessen, Regierungsbezirk Wiesbaden, Dillkreis
- ab 1949: Bundesrepublik Deutschland, Hessen, Regierungsbezirk Wiesbaden, Dillkreis
- ab 1968: Bundesrepublik Deutschland, Hessen, Regierungsbezirk Darmstadt, Dillkreis
- ab 1971: Bundesrepublik Deutschland, Hessen, Regierungsbezirk Darmstadt, Dillkreis, Gemeinde Driedorf[Anm. 5]
- ab 1977: Bundesrepublik Deutschland, Hessen, Regierungsbezirk Darmstadt, Lahn-Dill-Kreis, Gemeinde Driedorf
- ab 1981: Bundesrepublik Deutschland, Hessen, Regierungsbezirk Gießen, Lahn-Dill-Kreis, Gemeinde Driedorf

### Einwohnerentwicklung
| Heiligenborn: Einwohnerzahlen von 1834 bis 2020 | Heiligenborn: Einwohnerzahlen von 1834 bis 2020 | Heiligenborn: Einwohnerzahlen von 1834 bis 2020 | Heiligenborn: Einwohnerzahlen von 1834 bis 2020 | Heiligenborn: Einwohnerzahlen von 1834 bis 2020 |
| --- | ----------------------------------------------- | ----------------------------------------------- | ----------------------------------------------- | ----------------------------------------------- |
| Jahr |                                                 |                                                 |                                                 | Einwohner                                       |
| 1834 | 1834                                            |                                                 | 74                                              | 74                                              |
| 1840 | 1840                                            |                                                 | 76                                              | 76                                              |
| 1846 | 1846                                            |                                                 | 78                                              | 78                                              |
| 1852 | 1852                                            |                                                 | 66                                              | 66                                              |
| 1858 | 1858                                            |                                                 | 70                                              | 70                                              |
| 1864 | 1864                                            |                                                 | 77                                              | 77                                              |
| 1871 | 1871                                            |                                                 | 75                                              | 75                                              |
| 1875 | 1875                                            |                                                 | 75                                              | 75                                              |
| 1885 | 1885                                            |                                                 | 67                                              | 67                                              |
| 1895 | 1895                                            |                                                 | 67                                              | 67                                              |
| 1905 | 1905                                            |                                                 | 54                                              | 54                                              |
| 1910 | 1910                                            |                                                 | 60                                              | 60                                              |
| 1925 | 1925                                            |                                                 | 77                                              | 77                                              |
| 1939 | 1939                                            |                                                 | 99                                              | 99                                              |
| 1946 | 1946                                            |                                                 | 154                                             | 154                                             |
| 1950 | 1950                                            |                                                 | 148                                             | 148                                             |
| 1956 | 1956                                            |                                                 | 154                                             | 154                                             |
| 1961 | 1961                                            |                                                 | 148                                             | 148                                             |
| 1967 | 1967                                            |                                                 | 145                                             | 145                                             |
| 1970 | 1970                                            |                                                 | 167                                             | 167                                             |
| 1977 | 1977                                            |                                                 | 206                                             | 206                                             |
| 1990 | 1990                                            |                                                 | ?                                               | ?                                               |
| 2003 | 2003                                            |                                                 | 205                                             | 205                                             |
| 2006 | 2006                                            |                                                 | 188                                             | 188                                             |
| 2011 | 2011                                            |                                                 | 192                                             | 192                                             |
| 2014 | 2014                                            |                                                 | 173                                             | 173                                             |
| 2017 | 2017                                            |                                                 | 166                                             | 166                                             |
| 2020 | 2020                                            |                                                 | 158                                             | 158                                             |
| Datenquelle: Historisches Gemeindeverzeichnis für Hessen: Die Bevölkerung der Gemeinden 1834 bis 1967. Wiesbaden: Hessisches Statistisches Landesamt, 1968. Weitere Quellen: LAGIS; nach 1970: Gemeinde Driedorf; Zensus 2011 |                                                 |                                                 |                                                 |                                                 |

### Religionszugehörigkeit
| • 1885: | 066 evangelische (= 98,51 %), ein katholischer (= 1,49 %) Einwohner |
| • 1961: | 107 evangelische (= 72,30 %), 40 katholische (= 27,03 %) Einwohner  |

## Politik
Der Ort gehört bei Wahlen zum Deutschen Bundestag zum Wahlkreis „173 Lahn-Dill“, für Wahlen zum Hessischen Landtag zum Wahlkreis „21 Lahn-Dill I“.
Mit der Gebietsreform ist die Gemeindeverwaltung auf die Gemeinde Driedorf übergegangen. Letzter Bürgermeister war Gerhard Henrich. Im Ort besteht ein Ortsbeirat aus fünf Mitgliedern. Der Ortsbeirat hat gegenüber der Gemeindevertretung Vorschlags- und Anhörungsrecht in den Angelegenheiten, die den Ort betreffen. Nach den Kommunalwahlen in Hessen 2021 ist Frank Heidrich Ortsvorsteher.

## Wirtschaft und Infrastruktur
Der Ort verfügt über ein Dorfgemeinschaftshaus mit integriertem Feuerwehrstützpunkt.

### Verkehr
Der Ort liegt in der Nähe der B 255 von Herborn über Driedorf nach Montabaur. Der nächste Bahnhof befindet sich in Herborn an der Dillstrecke. Es bestehen Busverbindungen nach Driedorf und Schönbach. Die Entfernung zum Flughafen Frankfurt beträgt 103 km, nach Köln/Bonn sind es ca. 95 km.

### Bildung
In Heiligenborn existiert kein Kindergarten. Dieser ist in Driedorf. Der Ort gehört zum Einzugsbereich der Westerwaldschule Driedorf, einer Grund-, Haupt- und Realschule. Weiterführende Schulen können in Herborn oder Dillenburg besucht werden.